# تام لینچ (فوتبال)
تام لینچ (انگلیسی: Tom Lynch؛ زادهٔ ) یک بازیکن فوتبال اهل ایالات متحده آمریکا است.